# Zegna
Il Gruppo Ermenegildo Zegna (IPA: [ˈʣeɲɲa]), è un gruppo italiano del lusso con sede a Milano. Fondato nel 1910 a Trivero, Provincia di Biella, in Piemonte, è guidato dalla famiglia Zegna ed è una delle realtà imprenditoriali italiane di abbigliamento maschile più note a livello internazionale.
Dal dicembre 2021 è quotata al Nyse della Borsa di New York con il ticker “ZGN”.

## Storia

### Gli inizi
Gli inizi dell'azienda familiare risalgono al periodo a cavallo tra la fine dell'Ottocento e l'inizio del Novecento, quando Michelangelo (Angelo) Zegna (1859 – 1923), orologiaio originario di Trivero, nel biellese, decide di aprire una fabbrica tessile nel vicino comune di Flecchia.

Ermenegildo Zegna (1892 - 1966) fondò l'azienda che porta il suo nome nel 1910

Nel 1910 tre dei dieci figli di Angelo, tra cui l'ultimogenito Ermenegildo (nato nel 1892), insieme a un quarto socio, Costanzo Giardino Vitri, fondano il Lanificio Zegna & Giardino. Con il precoce abbandono di Vitri e di uno dei fratelli, sin dai primi anni l'azienda vede al timone Ermenegildo e, fino ai primi anni quaranta, il fratello Mario. L'obiettivo dell'impresa familiare è produrre tessuti di alta qualità che sostituiscano quelli importati dal Regno Unito: a tal fine Ermenegildo compie diversi viaggi oltremanica, da cui importa macchinari all'avanguardia. L'azienda inizia inoltre ad importare tessuti pregiati dall'Australia, dalla Mongolia, dal Sudafrica, dal Perù.

### La crescita e le iniziative per il territorio
Nel primo dopoguerra l'azienda conosce una crescita significativa, anche grazie alle esportazioni verso gli Stati Uniti (nel 1938 apre a New York la filiale di distribuzione Zegna Woollens Corporation) e a intuizioni di marketing per l'epoca innovative, come la stampigliatura del marchio sui tessuti e le pubblicità sui treni: alla fine degli anni Trenta l'azienda impiega circa mille operai.

### Dalla seconda generazione all'espansione internazionale
Negli anni quaranta Aldo e Angelo Zegna, figli di Ermenegildo, entrano a far parte dell'azienda, che assume il nome di Lanificio Ermenegildo Zegna e Figli e ne prenderanno le redini nel 1966.
L'avvento della seconda generazione alla guida dell'azienda familiare segna una novità importante: il debutto del marchio Ermenegildo Zegna nel ready-to-wear, con il lancio delle prime collezioni di prêt-à-porter. Nel 1968 viene quindi aperto a Novara il nuovo stabilimento per la confezione di abiti finiti, cui seguirà negli anni successivi la confezione di camiceria, accessori e cravatteria. Nel 1972 viene inoltre lanciato il servizio di abiti personalizzati Su Misura.
In questi anni l'attenzione dell'azienda per la qualità porta all'istituzione di due premi dedicati alle lane migliori: per l'Australia i Wool Awards nati nel 1963, e il Mohair Trophy per il Sudafrica ideato nel 1970.
Sempre tra la fine degli anni sessanta e gli anni settanta l'azienda si internazionalizza.
Nel 1980, a Parigi, Ermenegildo Zegna apre la prima boutique monomarca, cui seguirà, cinque anni dopo, quella di Milano.

### La terza generazione

#### Dagli anni '90 a oggi
Il periodo tra gli anni novanta e gli anni duemila segna l'ingresso della terza generazione al timone dell'azienda: i nipoti del fondatore, Ermenegildo (Gildo) e Paolo Zegna, diventano rispettivamente Amministratore delegato e Presidente del gruppo.
Sotto la loro guida, l'azienda inaugura una strategia di verticalizzazione ed espansione del brand, anche attraverso una lunga serie di acquisizioni e partnership. Significativo anche il pionieristico sbarco nei mercati emergenti: nel 1991 Zegna è infatti il primo marchio di lusso ad aprire un negozio in Cina, a Pechino; è inoltre tra i primi marchi internazionali ad operare direttamente in India.
Nel 2008 il quartier generale del Gruppo si sposta a Milano, in un edificio di oltre 8 000 metri quadri progettato dagli architetti Antonio Citterio e Gianmaria Beretta.

#### Acquisizioni
A partire dalla fine degli anni '90, il Gruppo ha avviato una serie di acquisizioni di aziende italiane ed estere che ne hanno ampliato il perimetro di attività e che oggi costituiscono la Filiera del Gruppo, una realtà di proprietà e controllata dall'azienda, composta da produttori tessili italiani selezionati.
Nel 2009 il Gruppo Ermenegildo Zegna acquisisce la maggioranza di Tessitura di Novara, azienda specializzata nella tessitura serica di alta qualità e nel 2012 una quota di minoranza della Pettinatura di Verrone, realtà specializzata nell’attività di pettinatura di lane e fibre naturali superfini.
Nel 2014 il Gruppo acquisisce la maggioranza della fattoria australiana Achill, specializzata nella produzione di lana Merino Superfine.
Nel 2016 il Gruppo acquisisce la Bonotto, azienda tessile di fascia alta con sede nel vicentino, con l'obiettivo di spingersi nel campo dei tessuti sperimentali e per l'arredo.
Nel 2018, tramite la controllata Zeca, il Gruppo Ermenegildo Zegna acquisisce lo storico Cappellificio Cervo. Ad agosto dello stesso anno si aggiunge l'acquisizione dell'85% del capitale di Thom Browne, marchio newyorkese fondato nel 2001.
Nel 2019 il gruppo si consolida ulteriormente nella filiera del tessile, rilevando il 65% di Dondi, azienda con sede a Carpi specializzata nella produzione di stoffe jersey.
Nel giugno 2021 il Gruppo Zegna acquisisce il 60% della Tessitura Ubertino, azienda biellese fondata nel 1981 e specializzata nei tessuti di alta gamma per donna.
Nello stesso mese il Gruppo entra nella Filati Biagioli Modesto, storica azienda pistoiese specializzata nella produzione di cachemire e di filati di pregio. L’operazione avviene in partnership con Prada: i due gruppi acquisiscono ciascuno il 40% della proprietà.
Nel 2023 il Gruppo Prada e il Gruppo Ermenegildo Zegna annunciano di aver raggiunto un accordo per l’acquisizione di una partecipazione di minoranza nella Luigi Fedeli e Figlio S.r.l., azienda familiare italiana fondata nel 1934 a Monza, ora alla terza generazione, e riconosciuta nel mondo come eccellenza della maglieria Made in Italy in filati di pregio.

#### Quotazione in Borsa
Nel 2021 la società annuncia l’intenzione di quotarsi alla Borsa di New York attraverso una business combination con una SPAC di cui Investindustrial Acquisition Corp è il principale sponsor. Il debutto a Wall Street avviene il 20 dicembre con un valore aziendale valutato in 3,1 miliardi di dollari e una capitalizzazione di mercato pari a 2,4 miliardi. Il Gruppo Ermenegildo Zegna si quota alla Borsa di New York con il ticker di “ZGN”.
La famiglia Zegna mantiene il controllo della società con più del 60% del capitale, tra le quote possedute direttamente da Ermenegildo Zegna e dalla società di famiglia, la Monterubello SS.
Dal 2022 la sede legale dell’azienda è nei Paesi Bassi, mentre la sede operativa è in Italia.

## I marchi
Il Gruppo Ermenegildo Zegna opera sul mercato attraverso tre brand complementari: ZEGNA, Thom Browne e TOM FORD FASHION.

### ZEGNA
Il brand che dà il nome al Gruppo è stato fondato nel 1910 a Trivero, in provincia di Biella. Precedentemente noto come Ermenegildo Zegna, nel 2021 - parallelamente alla quotazione in borsa del Gruppo – il brand, seguendo una strategia aziendale mirata, diventa da più linee a un unico naming e logo, semplicemente ZEGNA che richiama l’elemento della strada da cui tutto è partito, in omaggio alla visione e all’impegno del fondatore che negli anni ’30 promosse la costruzione della strada provinciale 232 Panoramica Zegna, che attraversa i territori di origine dell’azienda.
Nel 2003 il brand ha debuttato nel settore delle fragranze. Nel corso degli anni, inoltre, ha siglato partnership con altri marchi importanti come Maserati, Marcolin e Real Madrid.
Da giugno 2016 il direttore artistico di Zegna è Alessandro Sartori, a cui sono affidate tutte le funzioni creative. La direzione artistica di Sartori promuove valori come apertura, multiculturalità e responsabilità, nonché una visione innovativa e contemporanea del guardaroba maschile.
Nel 2021, i prodotti a marchio Zegna rappresentavano il 66% dei ricavi del Gruppo.

### Thom Browne
Thom Browne è un marchio fondato dall’omonimo stilista americano nel 2001 a New York. Il brand è noto per il suo stile sperimentale e per aver rivisitato il completo maschile, considerato oggi tra i più innovativi nel panorama internazionale.
Il brand è stato acquisito dal Gruppo Ermenegildo Zegna nel 2018. Il fondatore ha mantenuto il ruolo di Chief Creative Officer dell’azienda.

### Tom Ford Fashion
Dal consolidamento di Tom Ford International LLC, avvenuto il 29 aprile 2023, il Gruppo Ermenegildo Zegna ha acquisito da Estée Lauder la licenza dei marchi Tom Ford per le linee uomo e donna, accessori e intimo, alta gioielleria, abbigliamento per bambini, prodotti tessili e di design per la casa. Il contratto ha durata ventennale e prevede il rinnovo automatico per un ulteriore decennio.

### Filiera
Il Gruppo Ermenegildo Zegna controlla l'intera catena del valore dei propri prodotti, dall'acquisto delle materie prime attraverso la produzione dei tessuti fino alla progettazione e vendita dei prodotti finiti. Il Gruppo controlla e partecipa nove società che sono note come la Filiera, perché comprendono produttori tessili italiani specializzati in tutti gli ambiti di interesse.

#### Lanificio Ermenegildo Zegna
Fondato nel 1910, il Lanificio si trova a Trivero ed è il cuore della produzione dei tessuti del Gruppo Zegna. Il ciclo produttivo unisce attività artigianali e tecnologie moderne dalla selezione delle materie prime al finissaggio.

#### Tessitura di Novara
Fondata nel 1932 da Luigi Baldi a Pernate, frazione del comune di Novara, è un’azienda specializzata nella produzione di cashmere, seta pura e tessuti naturali di alta fascia. È stata acquisita da Zegna nel 2009.

#### Pettinatura di Verrone
Nel 2012 Zegna, Loro Piana e Marzotto hanno acquisito ciascuno il 15% delle quote di Pettinatura di Verrone. L’azienda, con sede nel distretto tessile di Biella, è in attività dal 1960 ed è specializzata nella pettinatura di lane superfini, cashmere e vicuña.

#### Bonotto
Fondata originariamente nel 1912 come azienda produttrice di cappelli di paglia, la Bonotto fu riconvertita a fabbrica di tessuti nel 1972.
Nel 2016 il Gruppo Zegna ha acquisito il controllo del 60% dell’impresa, mentre il restante 40% è controllato dalla famiglia Bonotto, che ha mantenuto la responsabilità della gestione e della direzione creativa.

#### Cappellificio Cervo
Lo storico Cappellificio Cervo ha sede nello stabilimento di Sagliano Micca (Biella) ed è stato fondato nel 1897. Attraverso la società controllata Zeca, nel 2018 il Gruppo Zegna ha rilevato il Cappellificio con l’obiettivo di rilanciarlo, in una cordata con l’imprenditore Vincenzo Caldesi e Artigiana Cappellai.

#### Dondi
Attiva dal 1970, Dondi ha sede a Carpi ed è specializzata nella produzione di tessuti a maglia (jersey) di alta qualità per uomo e donna. Dal 2019 fa parte del Gruppo Zegna, che ne ha acquisito la maggioranza, mentre la famiglia Dondi-Capelli detiene il 35% del capitale sociale e a responsabilità della gestione e della direzione creativa dell’azienda.

#### Tessitura Ubertino
Lanificio boutique fondato nel 1981 da Adalgiso Ubertino, Tessitura Ubertino ha sede nel polo tessile di Biella ed è specializzata nella produzione di tessuti di alta gamma per donna, come il tweed e le lavorazioni jacquard.
Nel 2021 il Gruppo Zegna ha acquisito il 60% dell’azienda, mentre i fratelli Ubertino, figli del fondatore, ne mantengono il 40% oltre alla gestione e alla direzione creativa.

#### Filati Biagioli Modesto
Nata nel 1919 come attività di filatura del padre di Modesto Biagioli, nel 1967 diventa Filati Biagioli Modesto. L'azienda ha sede a Montale (Pistoia) e produce filati di pregio. In un’operazione congiunta, nel 2021 Zegna e Prada hanno acquisito ciascuna una partecipazione del 40% dell’azienda. In base all’accordo, Gildo Zegna ne è diventato presidente.

#### Luigi Fedeli e Figlio
Fondata nel 1934 a Monza, è specializzata nella creazione di maglieria in filati di pregio. In un’operazione congiunta, nel 2023 Zegna e Prada hanno acquisito ciascuna una partecipazione del 15% dell’azienda. In base all’accordo, Gildo Zegna e Patrizio Bertelli sono entrati nel cda dell’azienda.

## Dati economici
Il Gruppo Ermenegildo Zegna è considerato leader mondiale nella moda di lusso maschile. Al 2021 il Gruppo conta oltre 500 negozi in 80 Paesi, di cui 297 a gestione diretta.
Nel 2023 ha fatturato 1.904,5 milioni di €  e ha avuto un utile netto di 135,7 milioni di €. Circa il 35% delle vendite è stato generato nella regione EMEA, il 41% nell’APAC, il 22% in Nord America e il 2% in America Latina.

### Governance
Ermenegildo (Gildo) Zegna, nipote omonimo del fondatore, è l'attuale Amministratore Delegato e, a partire dalla quotazione in Borsa nel dicembre 2021, anche Presidente, mentre Paolo e Anna Zegna sono entrati nel Consiglio di Amministrazione.

## Impegno sociale
Il Gruppo Ermenegildo Zegna è particolarmente attivo nella responsabilità sociale d'impresa, iniziata già negli anni trenta quando il fondatore si distinse per la promozione di una serie di opere socio-assistenziali in favore della comunità di Trivero.
Nel 1993, nelle Alpi biellesi è stata istituita l'Oasi Zegna, un territorio naturale di 100 km² in cui già alla fine degli anni Trenta, ai tempi della costruzione della strada panoramica, Ermenegildo Zegna aveva fatto piantare oltre 500 000 conifere. Nel 2014 l'Oasi ha ricevuto il patrocinio del FAI – Fondo Ambiente Italiano, conferito per la prima volta a un bene privato.

## Archivio
Dal 2007 presso Casa Zegna, a Trivero, è conservato l'archivio storico del Gruppo. Si tratta di un polo archivistico omnicomprensivo che accoglie i documenti, le fotografie, i disegni tecnici, i campionari e gli oggetti generati in oltre cento anni di attività industriale.